# Mauligobius
Mauligobius is een geslacht van straalvinnige vissen uit de familie van grondels (Gobiidae).

## Soorten
- Mauligobius maderensis (Valenciennes, 1837)
- Mauligobius nigri (Günther, 1861)